# Histrelinacetat
Histrelinacetat ist eine chemische Verbindung aus der Gruppe der Oligopeptide. Es ist das Essigsäuresalz des Histrelins. Histrelin ist ein synthetisches Analogon des Gonadotropin-Releasing-Hormons (GnRH) und bindet sich agonistisch an den GnRH-Rezeptor.

## Eigenschaften
Histrelin wirkt auf die gonadotropen Zellen der Hypophyse. Es regt diese Zellen an, luteinisierendes (LH) und follikelstimulierendes Hormon (FSH) freizusetzen. Studien zeigten, dass Histrelin zudem im  isolierten Hypothalamus-Neurohypophysen-System der Ratte die Freisetzung von Oxytocin und Vasopressin stimuliert.
Histrelin ist ein Nonapeptid.

## Verwendung
Histrelinacetat wurde von Endo Pharmaceuticals unter den Markennamen Vantas (D, USA) zur palliativen Behandlung von hormonempfindlichem Prostatakrebs bei Männern vermarktet. Als Supprelin LA (USA) wird es zur Behandlung von Frühpubertät bei Kindern eingesetzt. Es wird als Implantat (zum Beispiel im Oberarm) für 12 Monate eingesetzt.

## Regulierung
Über den Safe Drinking Water and Toxic Enforcement Act of 1986 besteht in Kalifornien seit 15. Mai 1998 eine Kennzeichnungspflicht für Produkte, die Histrelinacetat enthalten.

## Externe Links zu erwähnten Verbindungen
1. ↑  Externe Identifikatoren von bzw. Datenbank-Links zu Histrelin:  CAS-Nr.: 76712-82-8, EG-Nr.: 636-025-4, ECHA-InfoCard: 100.163.860, PubChem: 25077993, ChemSpider: 10482012, DrugBank: DBDB06788, Wikidata: Q5871149.